# Ryde or Die
Ryde or Die – wydany 16 marca 1999 roku singel amerykańskiej grupy hip-hopowej Ruff Ryders. Promuje album "Ryde or Die Vol. 1".
W Ryde or Die występują kolejno: Sheek Louch, Jadakiss, Styles P, Eve, Drag-On i DMX w trzech zwrotkach podzielonych na dwie osoby. Refren wykonują Styles P i Jadakiss.
- Tekst DMX-a został wcześniej wykorzystany w "Up to No Good".

## Lista utworów

### Strona A
1. "Ryde or Die" (Clean Version)
2. "Ryde or Die" (Album Version)

### Strona B
1. "Ryde or Die" (Instrunmental)
2. "Ryde or Die" (Acapella)